# Chadi
Chadi (kinesiska: 茶地) är en köping i sydöstra Kina. Den ligger i Shanghang härad i staden Longyan i provinsen Fujian, omkring 300 kilometer sydväst om provinshuvudstaden Fuzhou. Antalet invånare är 4 695. Befolkningen består av 2 407 kvinnor och 2 288 män. Barn under 15 år utgör 17,0 %, vuxna 15-64 år 63 %, och äldre över 65 år 19,0 %.